# アメリカ業務改革局

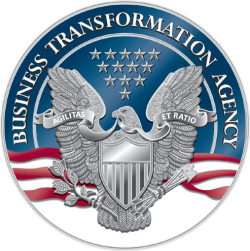
業務改革局のロゴ

アメリカ業務改革局（アメリカぎょうむかいかくきょく、英Business Transformation Agency;BTA）とは、国防総省のうち実戦力及び基地施設以外の業務改善・効率化を計画遂行する組織である。実戦力及び基地施設の改革はそれぞれ戦力再編局(FTO)、基地整理閉鎖局(BRCO)が担当する。2011年に閉鎖。業務改革局は業務改革担当国防副次官と財務管理担当国防副次官の直轄であり、局長に相当するポストはない。局のキャッチコピーは「Support to the Warfighter, Accountability to the Taxpayer(兵士を支え、納税者に責任を果たす」。

## 組織
- 業務改革担当国防副次官
- 財務管理担当国防副次官
  - 国防業務システム調達執行部
  - 改革計画・遂行部
  - 改革優先度・要求部
  - 投資管理部
  - 戦闘員支援部
  - 情報・戦略部